# Robert Shaw (dirigent)
Robert Shaw, född 30 april 1916 i Red Bluff, Kalifornien, död 25 januari 1999 New Haven, Connecticut, var en amerikansk dirigent och körledare.

## Biografi
Shaw studerade på Pomona College till 1938. Strax efter sin examen, anställdes han av orkesterledaren Fred Waring till att rekrytera och utbilda en kör som skulle sjunga med orkestern. År 1941, grundade han Collegiate Chorale, en grupp som med sin rasintegration var anmärkningsvärd för sin tid. År 1948, framförde gruppen Beethovens Symfoni nr 9 med NBC Symphony och Arturo Toscanini. Shaw fortsatte att arrangera körer för Toscanini till mars 1954 när de sjöng i Te Deum av Verdi och prologen till Mefistofele av Boito. Shaws körer deltog också i NBC-sända föreställningar av tre av Verdis operor: Aida, Falstaff och Maskeradbalen, alla framförda av Toscanini. 
Shaw fortsatte med att starta Robert Shaw Chorale 1948, en grupp som producerade många inspelningar på RCA Victor. Chorale turnerade i 30 länder sponsrade av amerikanska utrikesdepartementet. 
Shaw utsågs till musikchef för San Diego Symphony 1953 och arbetade i den rollen i fyra år. Först efter detta satte han sig på skolbänken igen och studerade dirigeringskonsten under George Szell och var samtidigt dennes assistent vid Cleveland Orchestra under elva säsonger. Han tog också över den spirande Cleveland Orchestra Chorus och trimmade den till en av de finaste körer som engagerats av en amerikansk symfoniorkester. 
Från 1967-1988 var Shaw musikalisk ledare och dirigent för Atlanta Symphony Orchestra. År 1970 grundade han Atlanta Symphony Orchestra Chorus och arbetade för att återskapa den framgång han haft i Cleveland med att förbereda dem för framträdanden och inspelningar med sin namne symfoniorkestern.
Under sin långa karriär, drog Shaw uppmärksamhet till körmusik och kom att betraktas som "Dean" av amerikanska kördirigenter, och var mentor för ett antal yngre dirigenter som Jameson Marvin, Margaret Hillis, Maurice Casey, Ken Clinton, Donald Neuen, Ann Howard Jones, och nuvarande (2015) ledaren för Atlanta Symphony Orchestra Chorus och Chamber Chorus, Norman Mackenzie. Han inspirerade också tusentals sångare som han arbetade med runt om i USA. Hans arbete satte nya körstandarder i USA, och många av hans inspelningar ses som förebilder för körsång.

## Utmärkelser
Shaw fick för sina insatser som dirigent och körledare 
- 14 Grammies,
- fyra ASCAP-utmärkelser för utveckling av modern musik,
- det första Guggenheim-stipendiet som någonsin tilldelats en dirigent,
- Alice M.Ditson Dirigent Award för sitt arbete med amerikansk musik,
- George Peabody-medaljen för enastående bidrag till musik i Amerika,
- Gold Baton Award av det amerikanska Symphony Orchestra League för "framstående service till musik och konst,"
- American National Medal of Arts,
- Frankrikes Officier des Arts et des Lettres,
- Englands Gramophone Award, och
- Kennedy Center Honors 1991.